# 影武者系列
影武者是第一人称射击游戏系列。首作《影武者》由3D Realms开发，GT Interactive Software於1997年发行。2013年，波蘭工作室Flying Wild Hog開發的重啟作品《影武者》。續作《影武者2》於2016年發行；《影武者3》預定於2021年發行。

## 作品
- 影武者（1997年）
- 影武者（2013年）[1]
- 影武者2（2016年）[2]
- 影武者3（2021年）[3]